# جورج ألين (مدير فني)
جورج ألين (بالإنجليزية: George Allen)‏ هو مدير فني أمريكي، ولد في 29 أبريل 1918 في ديترويت في الولايات المتحدة، وتوفي في 31 ديسمبر 1990 في بالوس فيرديس إستاتيس في الولايات المتحدة.

## وصلات خارجية
- جورج ألين على موقع IMDb (الإنجليزية)
- جورج ألين على موقع الموسوعة البريطانية (الإنجليزية)
- جورج ألين على موقع إن إن دي بي (الإنجليزية)